# Kaiser-Wilhelm-Brücke
De Kaiser-Wilhelm-Brücke is een draaibrug in Wilhelmshaven, Duitsland.

## Geschiedenis
In 1905 werd met de bouw van de brug begonnen. Twee jaar later, op 29 augustus 1907, werd de brug officieel voor het verkeer geopend. Het was destijds de grootste draaibrug in Europa. Het ontwerp is van de architect Ernst Troschel en de bouw was in handen van MAN in Neurenberg. De bouwkosten bedroegen 1,6 miljoen goudmarken.
In 1998 werd het draaimechanisme beschadigd na een ervaring door een sleepboot. In 2003 ramde een vrachtschip de brug, de schade bleef beperkt.

## Bijzonderheden

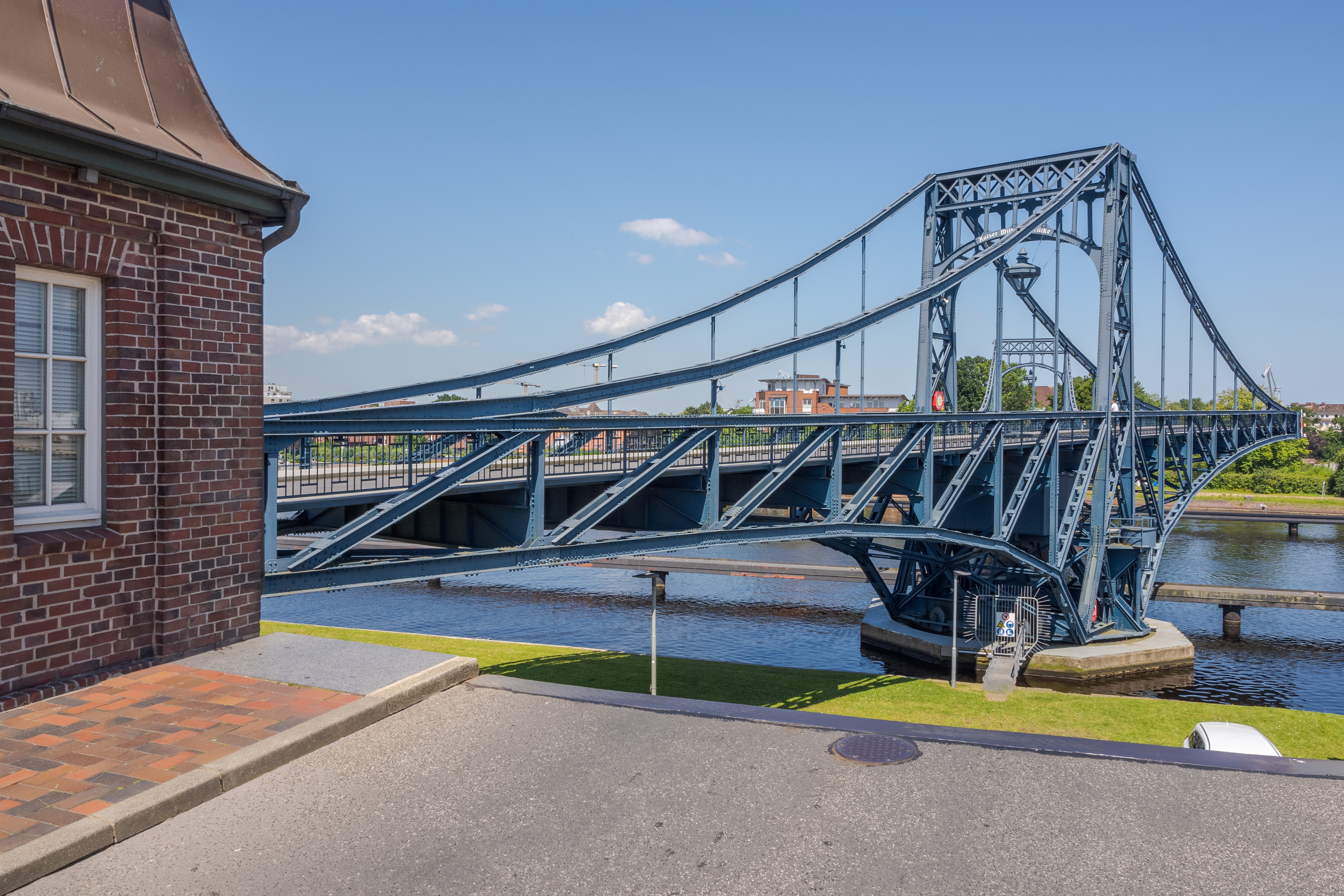
De zuidvleugel wordt gedraaid

De brug is 159 meter lang, acht meter breed en maximaal 20,4 meter hoog. De brug heeft een gewicht van 440 ton. De doorvaarthoogte in dichte toestand is 9 meter bij een waterpeil van +1,1 meter in de haven. In geopende toestand is er geen hoogtebeperking, maar de doorvaarbreedte is gelimiteerd op 58,6 meter.
De rijbaan op de brug is alleen geschikt voor eenrichtingsverkeer. Het verkeer wordt geregeld met verkeerslichten.

## Naslagwerk
- (de)  Adrian Freuke: Die Kaiser-Wilhelm-Brücke in Wilhelmshaven – ein Jahrhundertbauwerk. Brune-Mettcker, Wilhelmshaven 2007, ISBN 9783930510337

- Gemeinsame Normdatei: 7614290-5
- Virtual International Authority File: 246323923